# Cmentarz żydowski w Dobromilu
Cmentarz żydowski w Dobromilu – został założony przypuszczalnie po powstaniu w Dobromilu samodzielnej gminy żydowskiej w  1765 aczkolwiek dokładna data nie jest znana. Stan zachowania cmentarza nie jest znany. Jest położony w północnej części miejscowości, na wschód od cmentarza chrześcijańskiego przy drodze prowadzącej do Lacka.